# Classic Comics
Classic Comics fue una serie de historietas que adaptaban clásicos de la literatura, iniciada en 1941 por el ruso Alber Lewis Kanter (1897-1973) para Publicaciones Elliot. En 1947, pasó a denominarse Classics Illustrated.

## Trayectoria
Introducida bajo el título de “Classic Comics” la serie comenzó en octubre de 1941, con una adaptación de 64 páginas de Los tres mosqueteros de Alejandro Dumas, seguido por Ivanhoe y El conde de Montecristo. Con la cuarta entrega, El último mohicano, Kanter comenzó sus propias Publicaciones Gilberson.
Las primeras 12 entregas tenían 64 páginas, pero la escasez de papel debida a la Segunda Guerra Mundial forzó a Kanter a reducir cada fascículo a 56 páginas. En 1947, después de los 34 fascículos, Kanter cambió el título de “Classic Comics” (Cómics Clásicos) a “Classics Illustrated” (Clásicos Ilustrados) un logo con alta visibilidad durante los siguientes 15 años porque Kanter, mientras que otros publicistas de libros de cómics mantenían sus títulos en impresión, regresando con ocasionales reimpresiones.
En 1948 el aumento en los costos del papel resultó en una reducción de 56 páginas a 48. En adición a las adaptaciones ilustradas, los libros tenían perfiles bibliográficos, frases educativas y propagandas caseras (pero no en las portadas). Este formato de 48 páginas se mantuvo.
Entre 1942 y 1962 las ventas reunieron un total de 200 millones en las adaptaciones de los grandes trabajos de la literatura en los Clásicos Ilustrados de Gilberton, incluyendo Don Quijote de la Mancha, Frankenstein, Hamlet, El Jorobado de Notre Dame, Jane Eyre, Lord Jim, Macbeth, Moby-Dick, Oliver Twist e Historia de dos ciudades. 
Lou Cameron fue el ilustrador de La guerra de los mundos (#124, enero de 1955) y La máquina del tiempo (#133, julio de 1956). Otros artistas que contribuyeron con “Clásicos Ilustrados” fueron Jack Abel, Stephen Addeo, Dik Browne, Sid Check, Leonard B. Cole, Reed Crandall, George Evans, Graham Ingels, Henry C. Kiefer, Alex Blum, Everett Raymond Kinstler, Jack Kirby, Roy Krenkel, Gray Morrow, Joe Orlando, Norman Nodel, Rudolph Palais, Norman Saunders, John Severin, Joe Sinnott, Angelo Torres, Al Williamson y George Woodbridge. 
El último fascículo de Kanter fue Fausto (#167, agosto de 1962), y en 1967 vendió su compañía al publicista de Tein Circle Patrick Frawley, quien sacó dos fascículos más pero principalmente enfocado en las ventas extranjeras y reimprimiendo viejos títulos. Después de cuatro años Twin Circle descontinuó la línea debido a la poca distribución. “Clásicos Ilustrados” tuvo muchas ediciones extranjeras. La edición Americana tenía 169 títulos con muchos especiales. Para comienzos de los 70s, “Clásicos Ilustrados” y “Junior” habían sido descontinuados, aunque los “Clásicos Ilustrados” fueron utilizados en al menos una película televisiva, una adaptación de La leyenda de Sleepy Hollow.
En 1990, First Comics junto con Publicaciones Berkeley adquirieron los derechos y “Clásicos Ilustrados” regresaron con nuevas adaptaciones un Nuevo grupo de artistas que incluían a Kyle Baker, Dean Motter, Mike Ploog, P. Craig Russell, Bill Sienkiewicz, Joe Staton y Gahan Wilson. 
En 1997-98, Libros Acclaim, el sucesor de Valiant Comics, publicó una serie de impresiones coloreadas acompañadas de notas de estudio para literatura escolar. La línea de Acclaim incluía Las aventuras de Huckleberry Finn de Mark Twain, con dibujos de Frank Giacoia, y Los tres mosqueteros, ilustrado por George Evans. Las series favoritas de Mark Twain con reimpresiones de Pudd’nhead Wilson, El príncipe y el mendigo y Las aventuras de Tom Sawyer. Otras reimpresiones en esta serie fueron Crimen y castigo de Fiódor Dostoyevski y Moby-Dick de Herman Melville.
En 2003, Producciones Jack Lake de Toronto revivieron Clásicos Ilustrados Junior, con reimpresiones de las ediciones originales. En 2005, publicaron una edición del aniversario número 50 de La guerra de los mundos, en dos versiones: cubierta dura y cubierta blanda.

## Títulos
1. Los tres mosqueteros (octubre de 1941, 68 páginas)
2. Ivanhoe (diciembre de 1941)
3. El conde de Montecristo (marzo de 1942)
4. El último mohicano (agosto de 1942)
5. Moby-Dick (septiembre de 1942)
6. Historia de dos ciudades (octubre de 1942)
7. Robin Hood (diciembre de 1942)
8. Las mil y una noches (febrero de 1942)
9. Los miserables (marzo de 1943)
10. Robinson Crusoe (abril de 1943, pg. 142)
11. Don Quijote de la Mancha (mayo de 1943)
12. Rip van Winkle y La leyenda de Sleepy Hollow (junio de 1943; 60 páginas)
13. El extraño caso del Dr. Jekyll y Mr. Hyde (agosto de 1943, pg. 143; 60 páginas)
14. Westward Ho! (septiembre de 1943)
15. La cabaña del tío Tom (noviembre de 1943, pgs. 102, 103)
16. Los viajes de Gulliver (diciembre de 1943)
17. The Deerslayer (enero de 1944)
18. El jorobado de Notre Dame (marzo de 1944)
19. Las aventuras de Huckleberry Finn (abril de 1944)
20. Los hermanos corsos (junio de 1944)
21. Three Famous Mysteries (julio de 1944)
22. The Pathfinder (octubre de 1944)
23. Oliver Twist (julio de 1945)
24. Un yanqui en la corte del Rey Arturo (septiembre de 1945)
25. Dos años al pie del mástil (octubre de 1945)
26. Frankenstein (diciembre de 1945; 52 páginas)
27. Las aventuras de Marco Polo (abril de 1946)
28. Miguel Strogoff (junio de 1946)
29. El príncipe y el mendigo (julio de 1946)
30. La piedra lunar (septiembre de 1946)
31. La flecha negra (octubre de 1946)
32. Lorna Doone (diciembre de 1946)
33. Las aventuras de Sherlock Holmes (enero de 1947, 68 páginas)
34. La isla misteriosa (febrero de 1947)

## Galería

Algunas publicaciones de Classic Comics
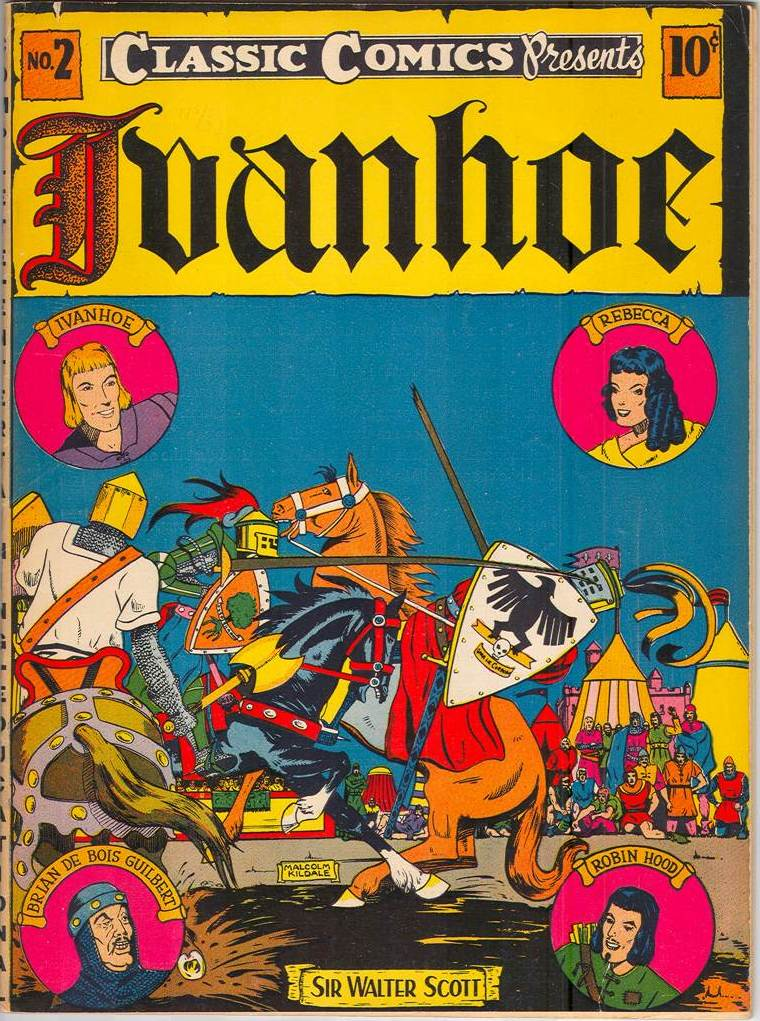
Ivanhoe número 2.
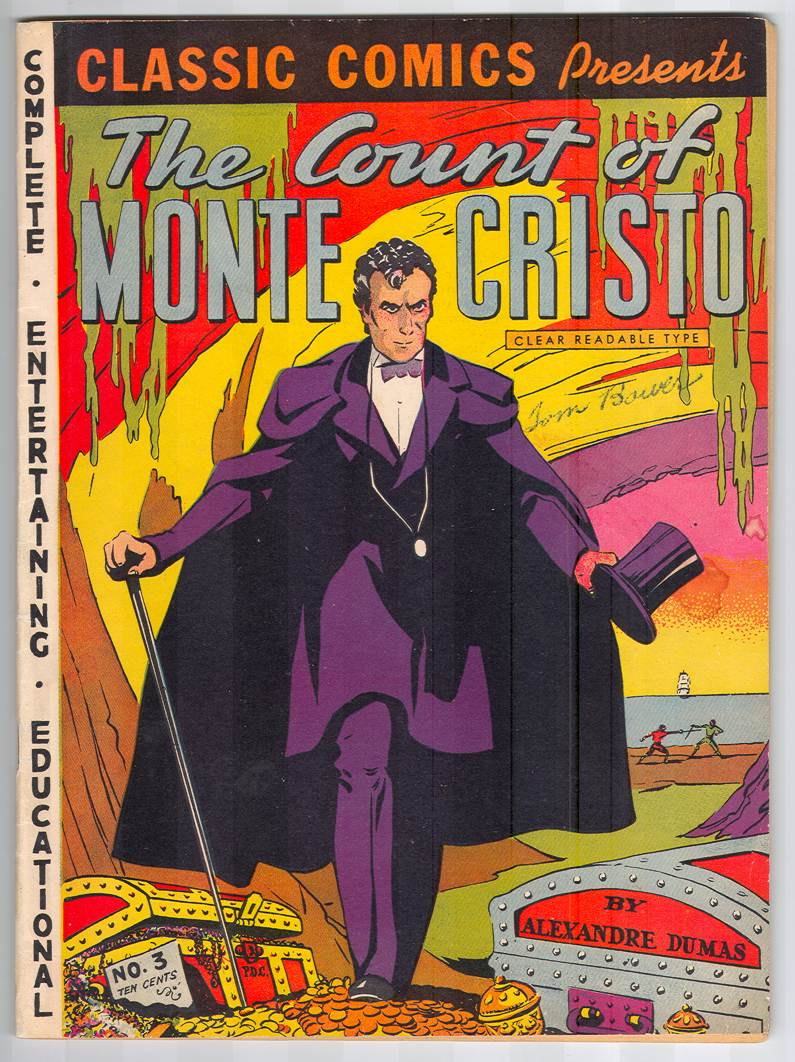
El conde de Montecristo número 3.
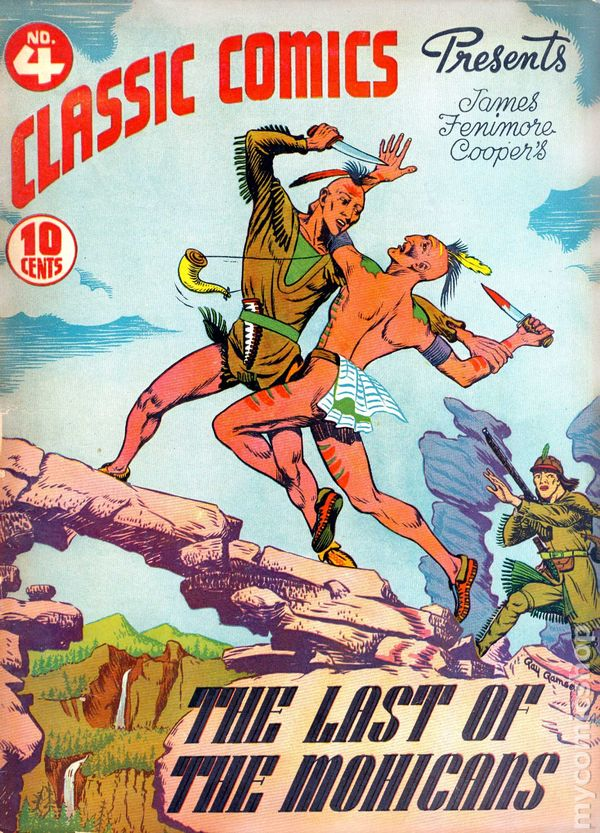
El último mohicano número 4.
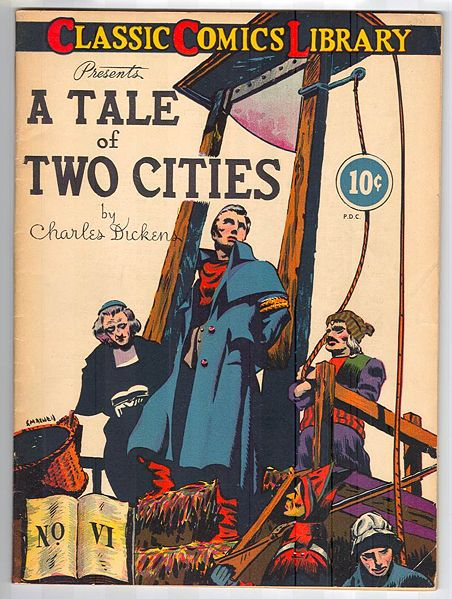
Historia de dos ciudades número 6.
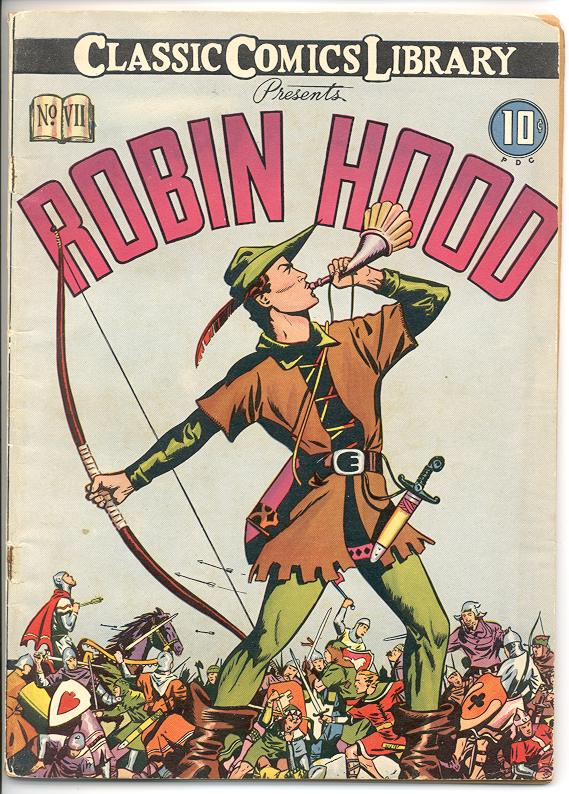
Robin Hood número 7.
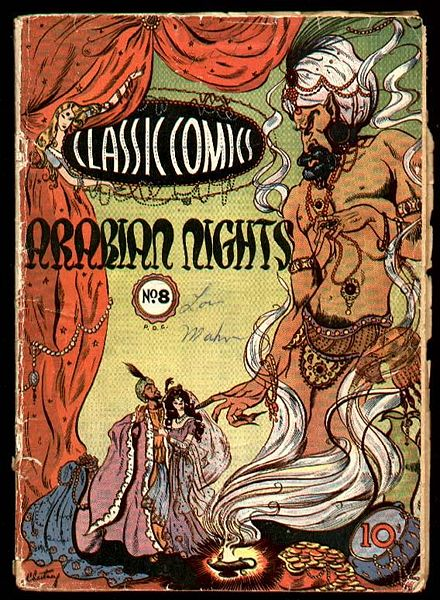
Las mil y una noches número 8.
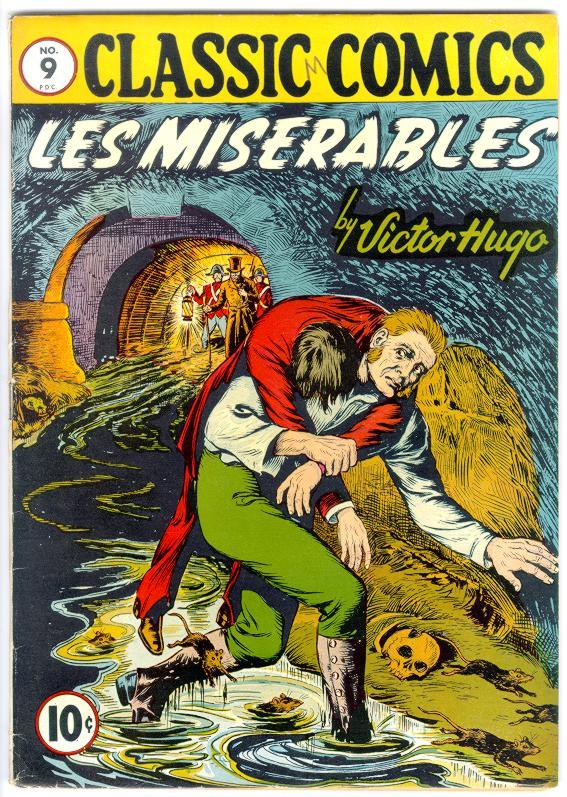
Los miserables número 9.
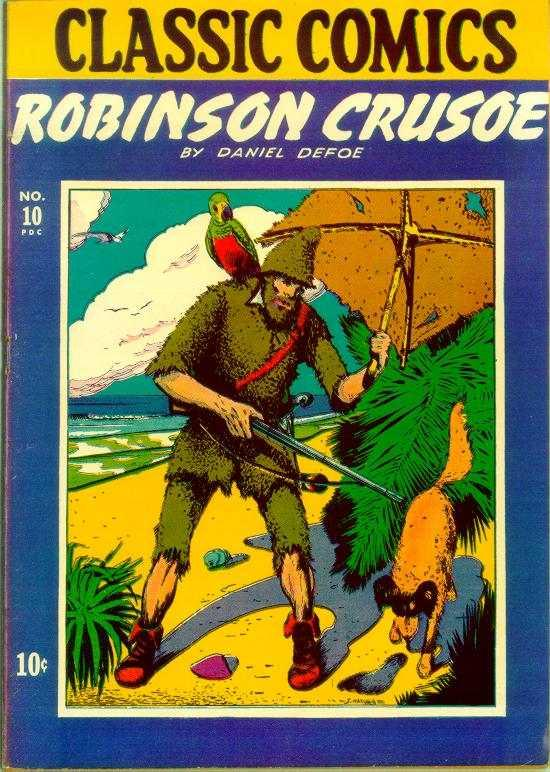
Robinson Crusoe número 10.
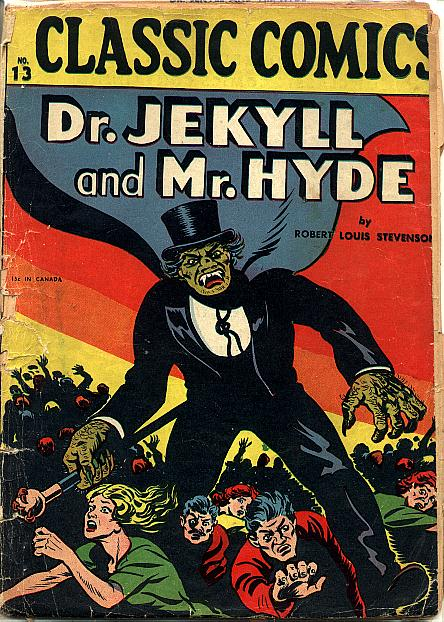
El extraño caso del Dr. Jekyll y Mr. Hyde número 13.
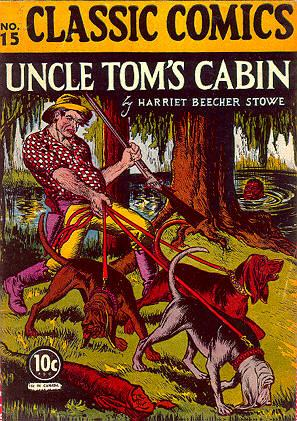
La cabaña del tío Tom número 15
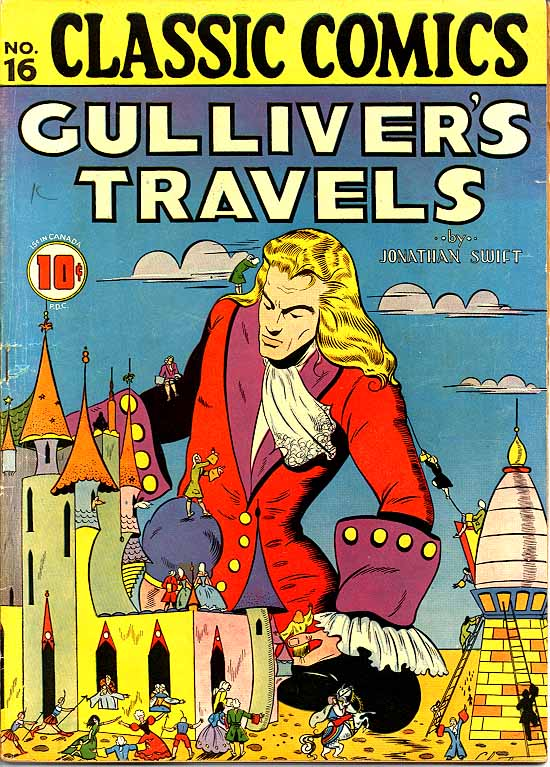
Los viajes de Gulliver número 16
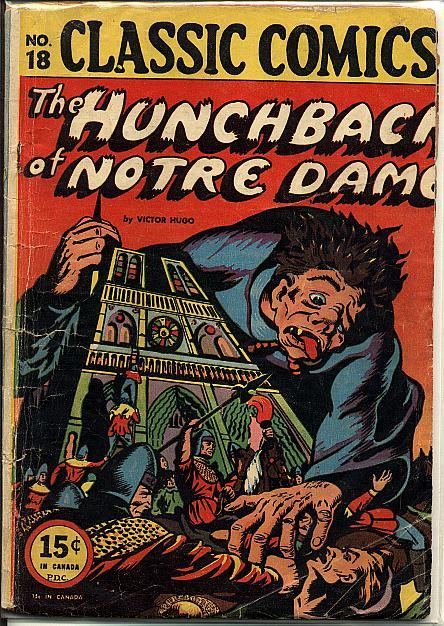
Nuestra Señora de París número 18.
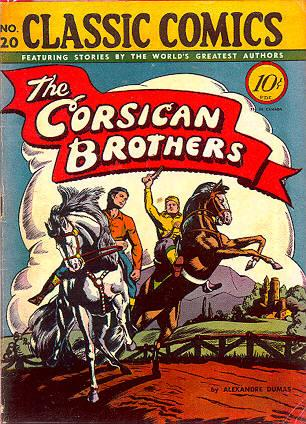
Los hermanos corsos número 20.
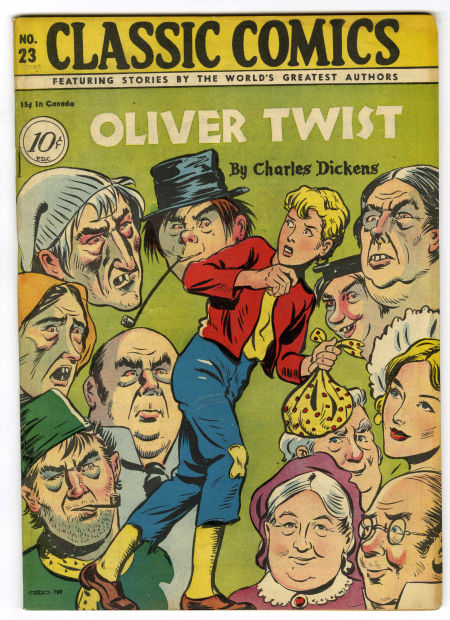
Oliver Twist número 23.
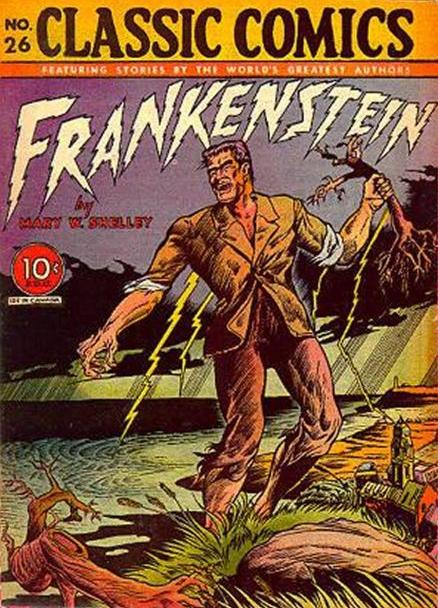
Frankenstein número 26.
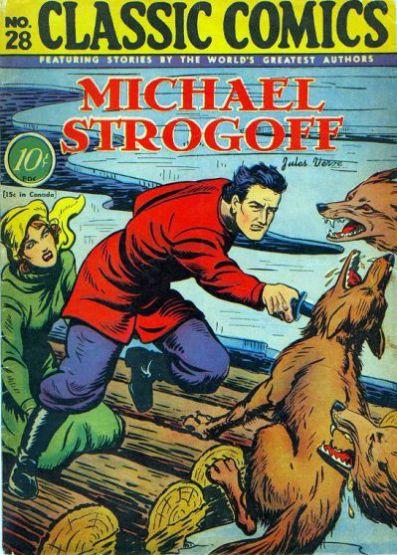
Miguel Strogoff número 28.
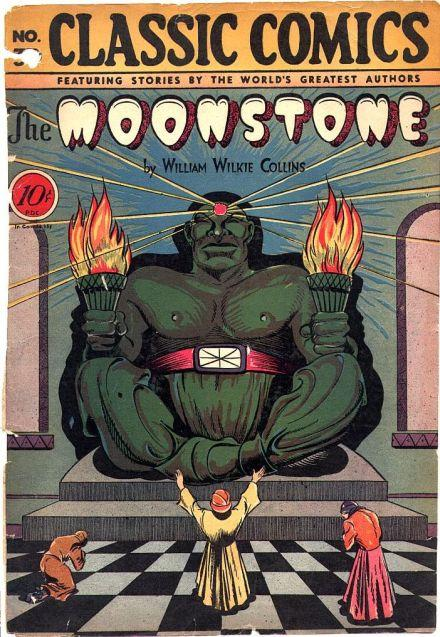
La piedra lunar número 30.
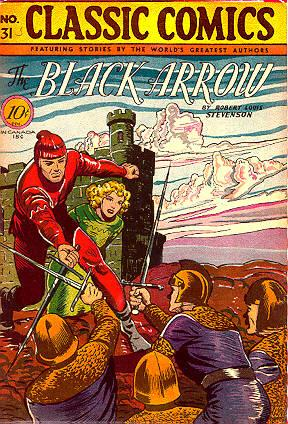
La flecha negra número 31.
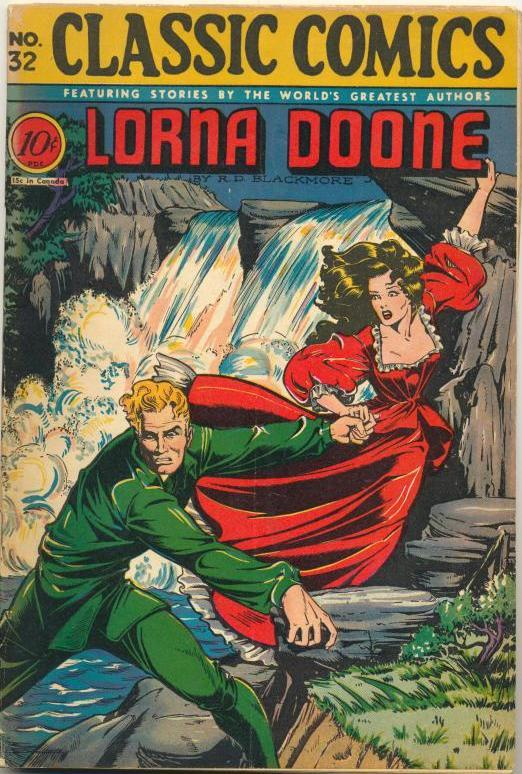
Lorna Doone número 32.

## Escuchar
- Rick Obadiah, uno de los fundadores de Clásicos Ilustrados entrevistado por Don Swaim en 1990 Archivado el 23 de marzo de 2008 en Wayback Machine.